# Cladomyrma andrei
Cladomyrma andrei är en myrart som först beskrevs av Carlo Emery 1894.  Cladomyrma andrei ingår i släktet Cladomyrma och familjen myror. Inga underarter finns listade i Catalogue of Life.

## Bildgalleri

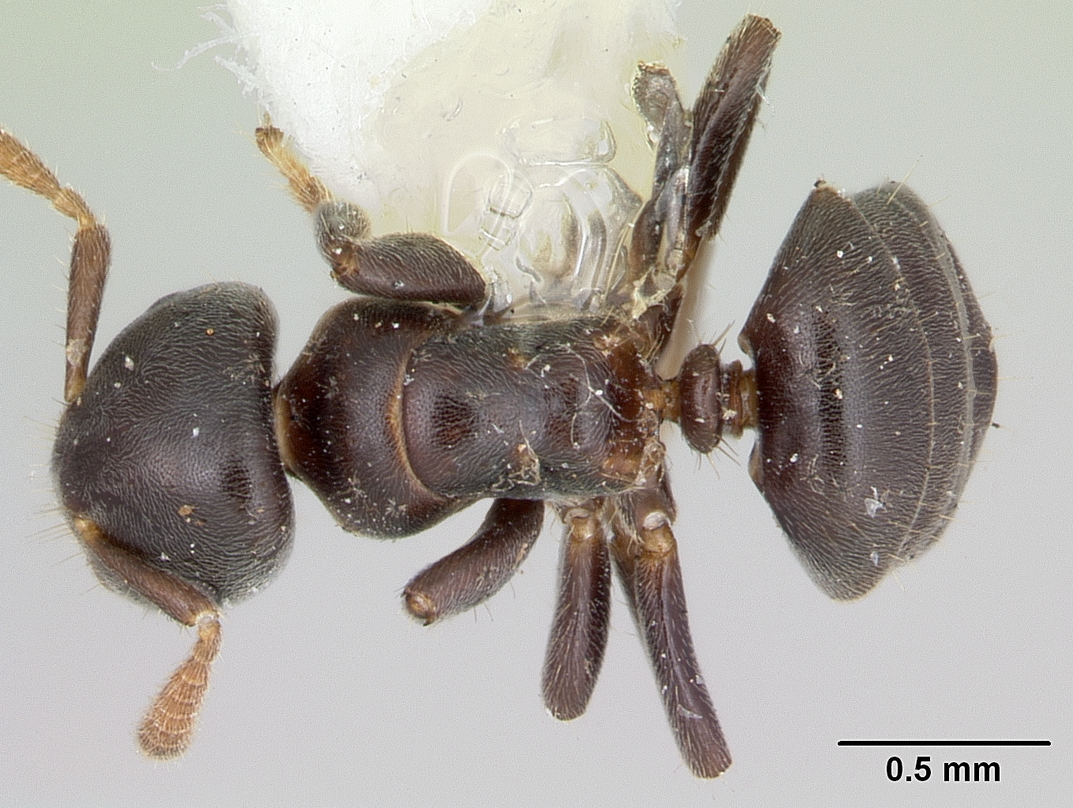
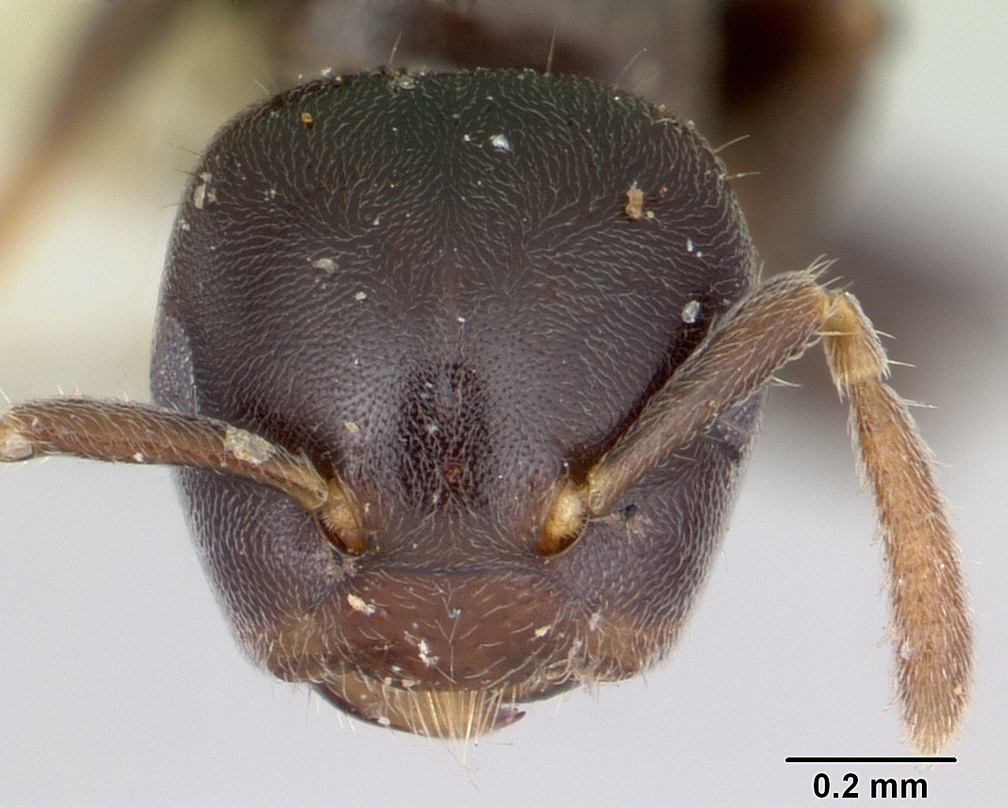
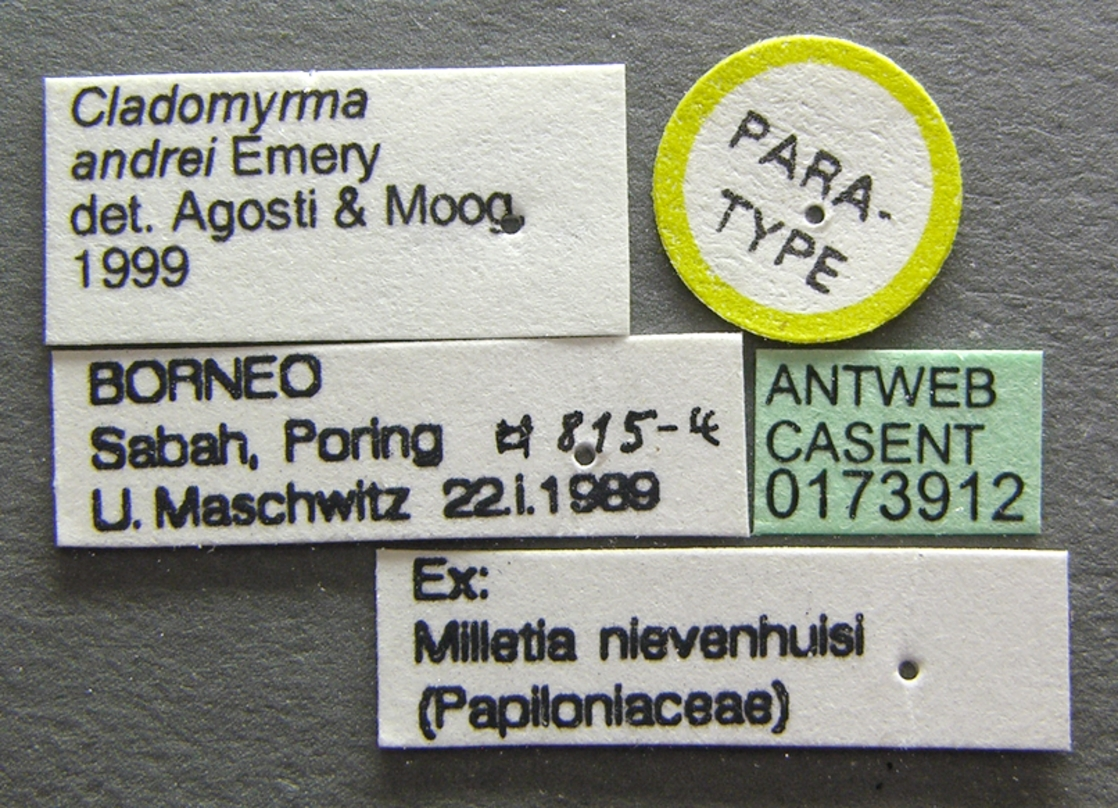
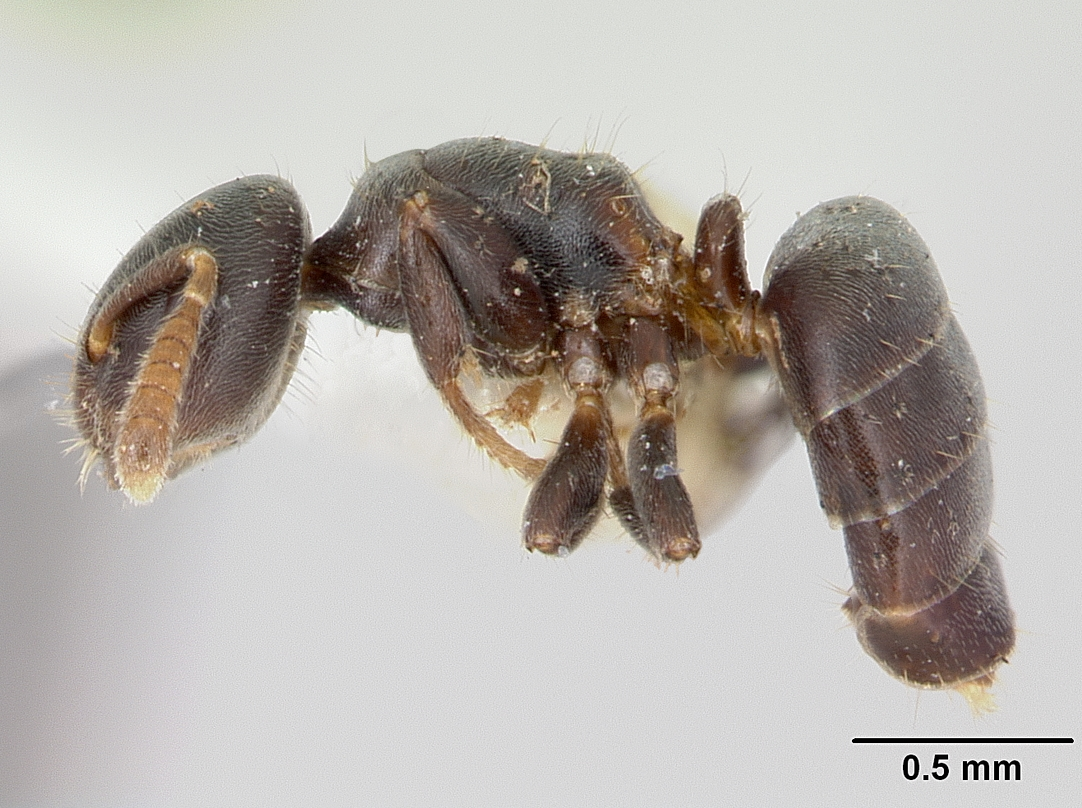
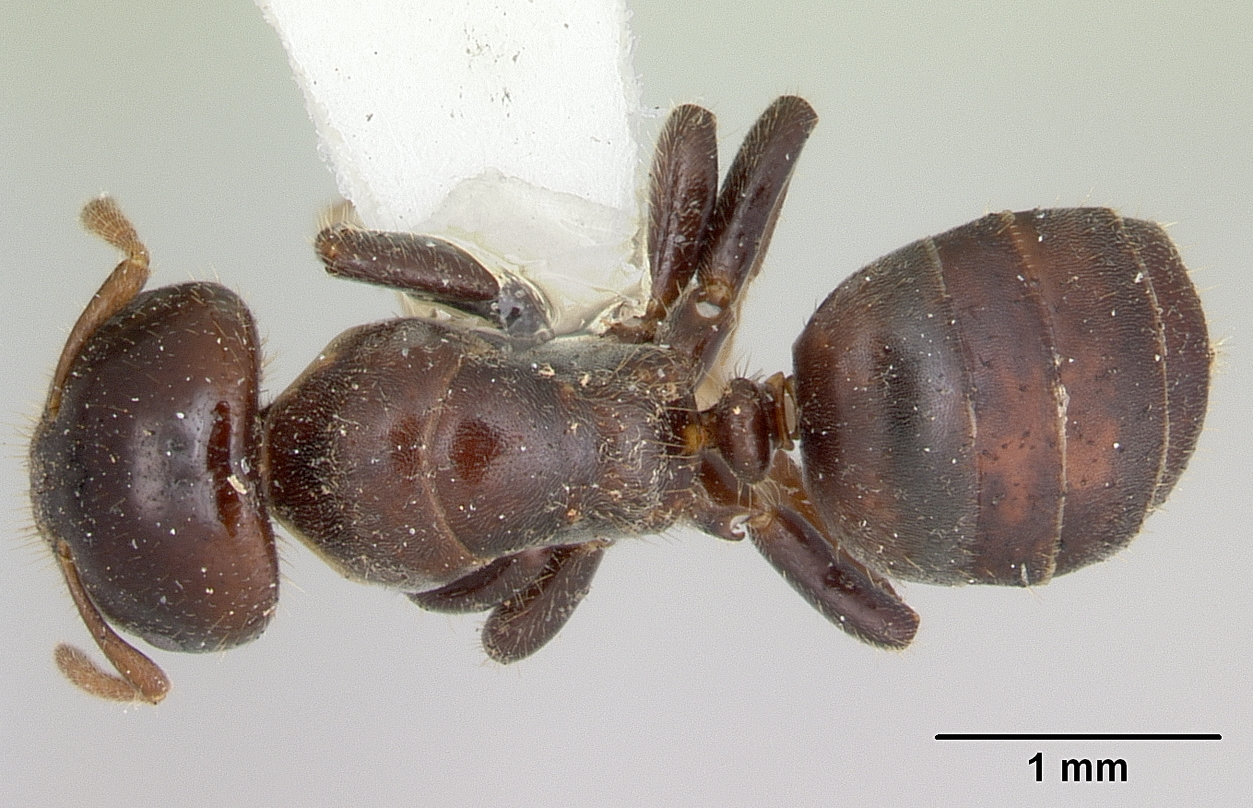
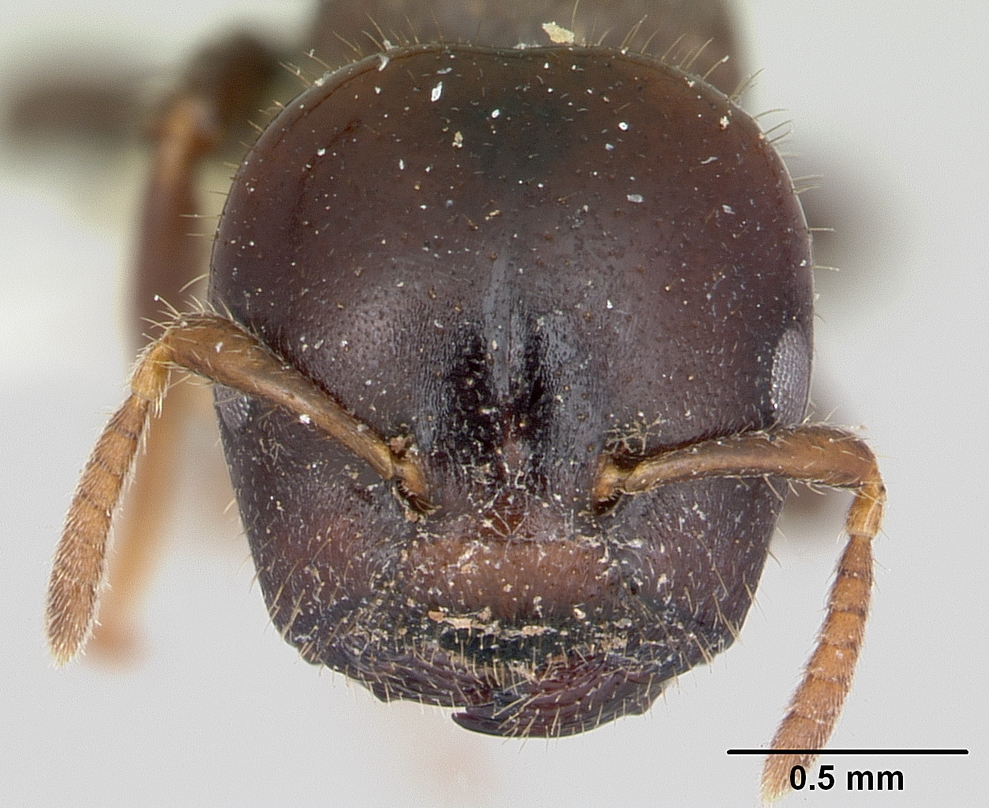